# Chrysemosa laristana
Chrysemosa laristana är en insektsart som först beskrevs av Hölzel 1982.  Chrysemosa laristana ingår i släktet Chrysemosa och familjen guldögonsländor. Inga underarter finns listade i Catalogue of Life.